# Luis Llosa Urquidi
Luis Llosa Urquidi (Lima, 18 de abril de 1951), conocido como Lucho Llosa, es un director y productor de cine peruano-dominicano. Es conocido por dirigir varias series para el canal Latina Televisión y películas para Estados Unidos; muchas de ellas a cargo de la productora que fundó, Iguana Producciones. Es primo del escritor Mario Vargas Llosa.

## Biografía
Nacido en Lima, en 1951, estudió en el Colegio Markham de Lima. Hijo de Luis Llosa Ureta y Olga Urquidi Yáñez. Es hermano de Patricia Llosa Urquidi, quien fue la esposa de su primo Mario Vargas Llosa.
Llosa se inició en el mundo del cine como crítico y también como asistente de William Friedkin en 1978, quien dirigió la película El salario del miedo.
Años después, se introdujo en el mundo de la televisión y produjo varios programas para Panamericana Televisión. Uno de ellos fue el documental Un latinoamericano de paso en el Japón, coproducido por él en los años 1980. En esa época, Genaro Delgado Parker lo convocó para asumir la dirección de la empresa Cinetel, filial de Panamericana Televisión.
Cuando estaba en Cinetel, Llosa creó la serie de ficción Gamboa, centrada en crónicas policiales de la época. Luego de exhibir Gamboa a los productores estadounidenses, Llosa aceptó la propuesta de colaborar con el productor estadounidense Roger Corman. Fue entonces cuando se encargó de dirigir las películas de acción Misión en los Andes (Hour of the Assassin) y Calles peligrosas (Crime Zone).
Al finalizar la serie, se lanzó un nuevo remake, Hombre de ley. Sin embargo, la producción fracasó y su alianza con Panamericana terminó, por lo que Llosa transformó lo que era Cinetel en Iguana Films. Debido a la crisis económica de finales de la década de 1980, la productora no volvió a producir hasta 1991, cuando obtuvo un acuerdo con Frecuencia Latina  para producir por primera vez la serie Velo negro, velo blanco. A finales de la década de 1990, Venevisión lo contrató para elaborar nuevas series para el público juvenil, que fueron emitidos en Frecuencia Latina y Panamericana. 
En simultáneo con la televisión, Llosa realizó numerosas películas como El especialista en 1994 con Sylvester Stallone y Sharon Stone, Anaconda en 1997 con Jennifer López, Ice Cube, Jon Voight y La fiesta del Chivo en 2006. Esta última se basa en la novela homónima escrita por su primo Mario Vargas Llosa y está protagonizada por Isabella Rossellini. En 2018, el director confesó que seguía haciendo cine mientras se tomaba un descanso de la producción televisiva peruana.
Hacia los años 2000, Iguana Films consiguió un nuevo acuerdo con Frecuencia Latina para sus nuevos programas televisivos. Dicha productora se encargó de lanzar a jóvenes talentos, como ocurrió con las populares telenovelas Besos robados y Torbellino. Asimismo, el fundador de Iguana se encargó de la distribución de algunas películas como Baño de damas y continuó elaborando obras que fueron distribuidas en el extranjero por Venevisión.
Mientras Iguana producía para Frecuencia Latina, en 2000, Red Global adquirió varios derechos para producir series biográficas, como una sobre Gisela Valcárcel, que serían dirigidas también por Llosa. Sin embargo, no se pudieron concretar debido a la crisis del canal de entonces.
En la década de 2010, el director se centró en el teatro y realizó nuevas producciones en la temporada La arena de Asia. Además, Luis Llosa se hizo cargo del lanzamiento del Museo Metropolitano de Lima. En 2014, Llosa se encargó de diseñar la casa museo en Arequipa dedicada a su primo Vargas Llosa. Esta casa cuenta con pasajes del escritor gracias a la ayuda de la holografía.
En 2024, dirigió Tatuajes en la memoria, basada en el libro biográfico de Lurgio Gavilán Sánchez, que pasó de un militante político a un soldado y, más tarde, a un misionero franciscano. En esta obra se evitó incluir a caras conocidas en ficciones populares de Perú. A la vez, dirigió la película infantil Dueños del tiempo, que es distribuido en República Dominicana por Caribbean Films Distribution.

## Filmografía

### Cine
| Año  | Película                                        |
| ---- | ----------------------------------------------- |
| 2024 | Dueños del tiempo                               |
| 2023 | Tatuajes en la memoria (director y coproductor) |
| 2011 | City of Gardens (productor ejecutivo)           |
| 2010 | El Dorado, el templo del Sol                    |
| 2005 | La fiesta del Chivo                             |
| 2003 | Baño de damas                                   |
| 1997 | Anaconda                                        |
| 1994 | El especialista                                 |
| 1994 | New Crime City (Productor ejecutivo)            |
| 1993 | Cronos                                          |
| 1993 | Fuego en el Amazonas                            |
| 1993 | Eight Hundred Leagues Down the Amazon           |
| 1993 | Sniper                                          |
| 1989 | Calles peligrosas                               |
| 1987 | La hora del asesino                             |
| 1987 | Misión en los Andes                             |
| 1980 | Aventuras prohibidas                            |

### Televisión
| Año       | Serie                                  | Observaciones        |
| --------- | -------------------------------------- | -------------------- |
| 2017-18   | Torbellino, 20 años después            | Productor            |
| 2009      | Condesa por amor                       | Productor            |
| 2007      | Trópico                                | Productor            |
| 2005      | Nunca te diré adiós                    | Productor            |
| 2004      | Besos robados                          | Productor            |
| 2003      | Todo sobre Camila                      | Productor            |
| 2003      | La mujer de Lorenzo                    | Productor            |
| 2001      | Latin Lover                            | Productor ejecutivo  |
| 2000      | Vidas prestadas                        | Productor            |
| 2000      | María Rosa, búscame una esposa         | Productor            |
| 2000      | Con los pelos de punta                 | Director             |
| 1999      | Girasoles para Lucía                   | Productor            |
| 1999      | Sueños                                 | Productor            |
| 1998      | Secretos                               | Productor            |
| 1998-1999 | Travesuras del corazón                 | Productor            |
| 1998      | Apocalipsis                            | Director             |
| 1998      | Boulevard                              | Productor            |
| 1997      | Torbellino                             | Productor            |
| 1997      | Escándalo                              | Productor            |
| 1996      | La noche                               | Productor            |
| 1996      | Obsesión                               | Productor            |
| 1995      | Malicia                                | Productor            |
| 1994      | El ángel vengador: Calígula            | Director y guionista |
| 1993      | El negociador                          |                      |
| 1991      | Velo negro, velo blanco                | Productor            |
| 1989      | Un latinoamericano de paso en el Japón | Realizador           |
| 1985-1987 | Carmín                                 | Director y productor |
| 1984-1987 | Gamboa                                 | Director y productor |

## Libros
- Secretos de un latino en Hollywood (2024)[27]